# 旭導会
旭導会（きょくどうかい）は、北海道旭川市3条通5丁目1139に本部を置く暴力団で、指定暴力団山口組の二次団体。構成員数は約400人（2008年）。なお、本部ビルの組事務所は「川合」の看板が掲げられている。

## 来歴
山口組系の暴力団・関保会の最高幹部であった鈴木一彦が、同組織の事実上の解散に伴い、その地盤を引き継ぐ形でこの旭導会を結成。これが1991年のことで、その翌1992年に山口組の直系組織（二次団体）となった。

## 事件
1. 2007年11月、北海道警察は、滝川市の元山口組旭導会系組員の男とその妻を詐欺容疑で逮捕、夫婦は、2006年4月から2007年10月までに、生活保護費として滝川市から約2億円を不正に受給していた（滝川市生活保護費不正受給事件）[3]。
2. 2008年2月27日、北海道警は、滝川市から約2億円を不正に受給していた元山口組旭導会系組員の男が、詐取金の一部を旭導会に上納していたことを掴んだ。北海道警は、詐欺容疑で旭導会本部事務所などを一斉捜索した[2]。
3. 2009年3月3日、北海道警は、免状等不実記載容疑などで鈴木一彦会長ら四人を逮捕し、旭川市内の同会事務所など計六カ所を家宅捜索した[4]。
4. 2017年6月、北海道警は2017年4月、旭導会の幹部の男（53）が、暴力団の排除を規定している札幌市内のホテルに暴力団員であることを隠して宿泊し、詐欺の疑いで逮捕したことを受けて家宅捜索を行った[5]。
5. 2018年12月04日、北海道警は、会長の鈴木一彦（78）と、同組員の男（36）が、旭川市内に住んだまま、神戸市中央区のマンション1室に移動したと見せかける虚偽の住民異動届を同区役所に提出、また、虚偽の住所が記載された乗用車の移転登録申請書を神戸運輸監理部兵庫陸運部に提出するなどしたとして、電磁的公正証書原本不実記録・同供用容疑で両名を逮捕した[6]。
6. 2019年5月29日、北海道警は、幹部の男（51）と構成員の男（35）が共謀して暴力団員であることを隠し、東京都内の賃貸マンションの入居契約をしたとして、両名を詐欺の疑いで逮捕した事件を受けて家宅捜索を行った。
7. 2020年8月12日、旭川中央警察署は、自宅に大量の覚せい剤と注射器を隠し持っていた組員を逮捕。同年9月2日、旭川市の事務所に家宅捜索が行われた[7]。
8. 2020年9月9日、金銭の貸借に介入し、現金150万円を脅し取ったとしてナンバー2にあたる若頭が逮捕[8]。
9. 2021年3月1日、北海道雄武町の沖合で、ナマコを密漁した漁業法違反の疑いで幹部ら10人が逮捕[9]。
10. 2022年4月14日、指定暴力団六代目山口組旭導会幹部の大景勝幸(54)と松下仁史(74)、構成員(45)の3人が逮捕。大景と構成員は去年10月ごろ、旭川市6条通5丁目の旭川市立日章小学校の敷地から約140メートルの距離にある建物に、暴力団事務所を開設した疑い。さらに松下は2人に、この建物を引き渡した疑い[10]。

## 初代会長：鈴木一彦
1940年生。1989年に山口組傘下となった関保会で最高幹部の役にあったものの、内紛を原因として1991年、首領の赤石秀雄が除籍となり、事実上の解散状態へ。その地盤を引き継ぐ形で旭導会を結成し、翌1992年の2月に山口組の直参（二次団体首領）となった。六代目山口組発足と同時に若頭補佐に昇格。2008年には山口組の関東地区長に就任。山口組史上初の在北海道の最高幹部であった。さらに2011年の暮れには山口組の「舎弟」の役に就任している。
2022年、死去。

## 組織
二代目旭導会
- 会長 - 川合彰典
- 若頭 - 大景勝幸（四代目鈴商組組長）
- 舎弟頭 - 泉二美男（和泉会会長）
- 本部長 - 山中一彦   (山中組組長)
- 若頭補佐 - 野崎晃裕（野崎組組長）
- 若頭補佐 - 井上英俊（二代目松導会会長）
- 事務局長 - 森哲也（森組組長）
- 若中 - 菅野智章（菅野組組長）
- 若中 - 渡辺真一（二代目川合興業組長）
- 若中 - 笠谷隆義（笠谷組組長）
- 若中 - 井上亮平（井上組組長）